# Eimsbüttel
Eimsbüttel es uno de los siete distritos de Hamburgo, Alemania. En el año 2021 contaba con 269.964 habitantes.

## Geografía
En 2006, según la oficina de estadística de Hamburgo y Schleswig-Holstein, el municipio de Eimsbüttel poseía una superficie total de 50,1 km².
Eimsbüttel se divide en nueve barrios: Eidelstedt, Eimsbüttel, Harvestehude, Hoheluft-West, Lokstedt, Niendorf, Schnelsen y Stellingen. Dentro de este distrito se encuentra el antiguo barrio judío de Grindel.
El 1 de marzo de 2008, Eimsbüttel perdió parte de su área en el municipio de Altona, donde se formó el barrio de Sternschanze.

## Educación
La Universidad de Hamburgo se encuentra en el distrito. En 2006 había 32 escuelas primarias y 20 escuelas secundarias en Eimsbüttel.

## Deportes
El club deportivo más grande de Eimsbüttel es el Eimsbütteler Turnverband e. V., con 14,379 socios.
A orillas del Außenalster (‘Alster exterior’), en el distrito de Rotherbaum, se encuentra el club de remo de Hamburgo y Germania, fundado en 1836 y, siendo por lo tanto el club de remo más antiguo de Alemania y de los más antiguos de Europa. Está ubicado en la Gurlitt-Insel (‘Isla de Gurlitt’).

## Personas notables
- Walter Rothenburg (1889-1975), compositor, escritor y promotor de boxeo.